# Уфимский кантон
Уфи́мский канто́н (баш. Өфө кантоны) — кантон в составе Автономной Башкирской Советской Республики.
Административный центр — г. Уфа.

## Географическое положение

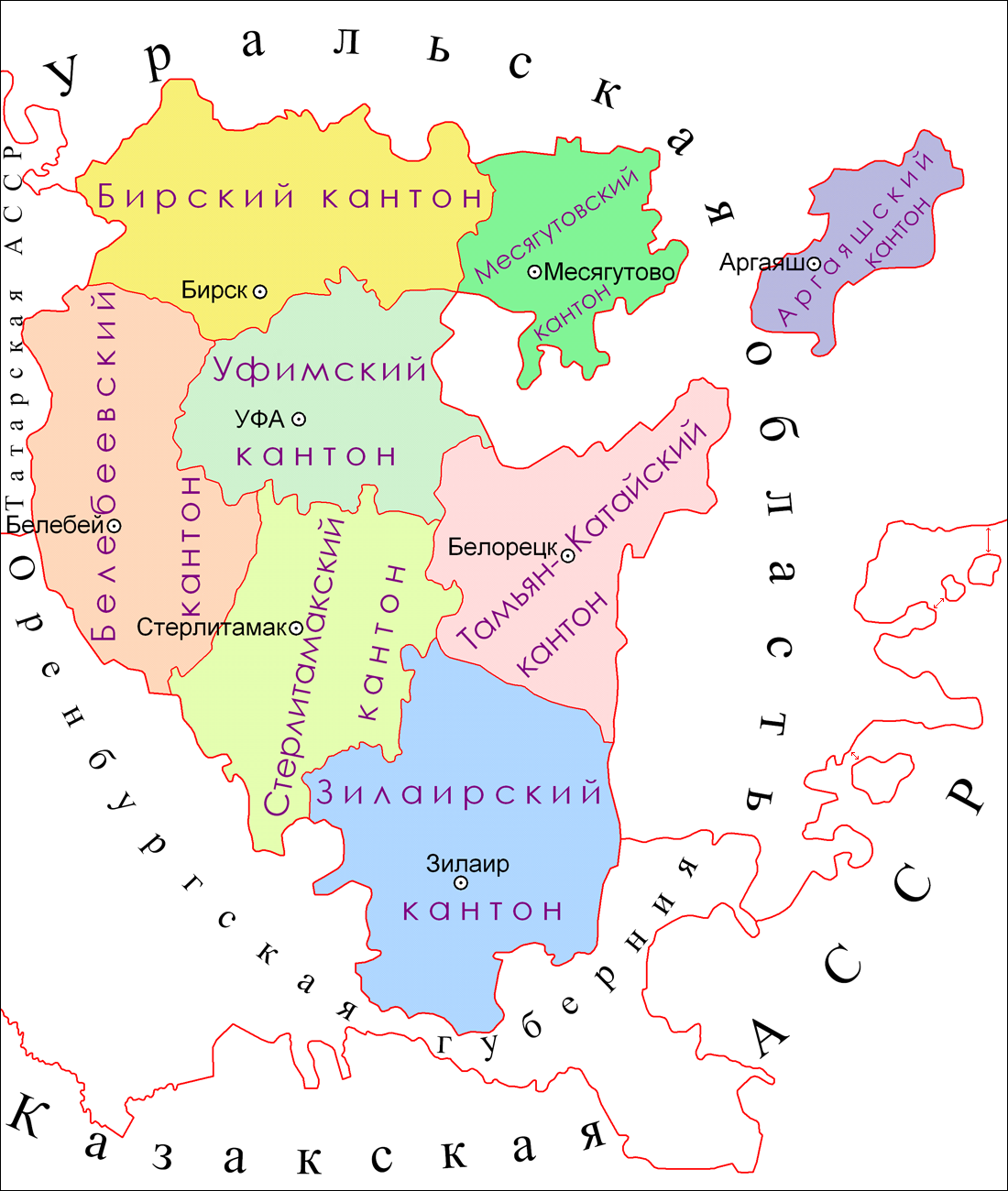

Уфимский кантон был расположен в центральной части Башкирской АССР. Кантон на западе граничил с Белебеевским кантоном, на севере — Бирским кантоном, на северо-востоке — Месягутовским кантоном, на востоке — Уральской области, на юго-востоке — Тамьян-Катайским кантоном, а на юге — Стерлитамакским кантоном.

## История
Уфимский кантон был образован 5 октября 1922 года в составе Автономной Башкирской Советской Республики из 37 волостей Уфимского уезда, 2 волостей Кудейского и 2 волостей Табынского кантонов.
В августе 1923 года происходит укрупнение волостей. Биштякинская и Бишаул-Унгаровская волости Уфимского кантона, Дуван-Табынская Стерлитамакского кантона передаются в состав Кармаскалинской волости, которая перешла из Стерлитамакского кантона в Уфимский.
В 1922 году из Стерлитамакского кантона в Уфимский кантон отошли 11 селений Калчир-Табынской и Миркитлинской волостей, а в 1924 году — Дуван-Табынская, Кармаскалинская и Тереклинская волости.
Согласно постановлению Президиума Башкирского центрального исполнительного комитета от 13 апреля 1923 года Уфимский кантон был поделён на 17 волостей.
В 1927 году упраздняется Булгаковская волость и из неё переходят в Кармаскалинскую волость 27 деревень.
20 августа 1930 года Уфимский кантон упразднён, а его территория вошла в состав Архангельского (состояла из Архангельской, части Иглинской, Кармаскалинской и Улу-Телякской волостей), Бирского (часть Удельно-Дуванейской волости), Благовещенского (Благовещенской, части Булекей-Кудейской, Надеждинской, Степановской и Удельно‑Дуванейской волостей), Буздякского (часть Новосёловской волости), Кармаскалинского (части Булгаковской и Кармаскалинской волостей), Мишкинского (части Надеждинской и Удельно‑Дуванейской волостей), Ново‑Кар(а)малинского (часть Кармаскалинской волости), Старо‑Кулевского (части Булекей‑Кудейской, Иглинской, Надеждинской и Улу‑Телякской волостей), Топорнинского (части Дмитриевской, Новосёловской, Топорнинской и Шарыповской волостей), Уфимского (Петровская, части Булгаковской, Дмитриевской, Иглинской, Кармаскалинской, Степановской и Улу‑Телякской волостей), Чекмагушевского (часть Топорнинской волости), Чишминского (Абраевская, Чишминская, части Булгаковской, Дмитриевской и Новосёловской волостей) районов автономной республики. Одновременно город Уфа получил статус города республиканского (АССР) подчинения.

## Население
Численность населения по данным Всесоюзной переписи населения 1926 года по Уфимскому кантону:
| Численность населения | Мужчины | Женщины | Обоего пола |
| --------------------- | ------- | ------- | ----------- |
| Всё население         | 271 379 | 297 115 | 568 494     |
| Городское население   | 50 927  | 57 728  | 108 655     |
| Сельское население    | 220 452 | 239 387 | 459 839     |

## Административное деление
Согласно постановлению ВЦИК от 15 декабря 1924 года «Об административном делении АБССР»ская волость| в состав кантона входило 17 волостей:
- Абраевская  (центр деревня Шингак-Куль)
- Архангельская  (центр поселок Архангельский завод).
- Булекей-Кудейская  (центр село Красный Яр)
- Благовещенская  (центр поселок Благовещенский завод)
- Булгаковская  (центр село Булгаково)
- Дмитриевская  (центр де-ревня Дмитриевка)
- Иглинская  (центр село Иглино)
- Кармаскалинская  (центр деревня Кармаскалы)
- Новоселовская  (центр село Языково)
- Петровская  (центр село Ногаево)
- Топорнинская  (центр село Топорнино)
- Степановская  (центр деревня Степановка)
- Удельно-Дуванейская  (центр село Зуево)
- Улу-Телякская  (центр деревня Улу-Теляк)
- Федоровская  (центр село Федоровка)
- Чишминская  (центр станция Чишмы)
- Шарыповская  (центр село Шарыпово).

## Хозяйство
Уфимский кантон являлся наиболее экономически развитым промышленным районом Башкирской АССР, здесь проходила Самаро-Златоустовская железная дорога. Работали Благовещенский завод сельскохозяйственных машин, Уфимский пивоваренный завод, Уфимский чугунолитейный завод № 1 и другие промышленные предприятия. Функционировали 47 базаров.
Основной отраслью экономики Уфимского кантона также являлось сельское хозяйство. В 1927 году площадь пашни составляла 402,2 тыс.га, в которых преобладали посевы ржи (156,4 тыс.га) и овца (87 тыс.га), а также имелись посевы пшеницы — 44,9 тыс.га, гречихи — 31,9 тыс.га, проса — 29,2 тыс.га, картофеля — 19,2 тыс.га, льна — 2,7 тыс.га и других культур.
В 1927 году численность поголовья крупно рогатого скота достигало 189 433, лошадей — 122 720, овец — 434 544, коз — 11 420 и свиней — 62 190.
В 1926 году в кантоне насчитывалось 488 школ 1‑й ступени.